# エチオコラン
エチオコラン(Etiocholane)は、アンドロスタン(C19)ステロイドである。アンドロスタンの5β-異性体である。5β-アンドロスタン、5-エピアンドロスタンとしても知られる。
エチオコラン類は、5β-アンドロスタンジオン、5β-ジヒドロテストステロン、3α,5β-アンドロスタンジオ―ル、3β,5β-アンドロスタンジオ―ル、エチオコラノロン、エピエチオコラノロン、3α,5β-アンドロスタノール等を含む。
17β-エチルエチオコラン類または5β-プレグナン類は、5β-ジヒドロプロゲステロン、プレグナノロン、エピプレグナノロン、プレグナンジオ―ル、プレグナントリオール等を含む。